# Schoenus racemosus
Schoenus racemosus är en halvgräsart som beskrevs av John McConnell Black. Schoenus racemosus ingår i släktet axagssläktet, och familjen halvgräs. Inga underarter finns listade i Catalogue of Life.